# Теуцій-де-Сус
Теуцій-де-Сус (рум. Tăuții de Sus) — село у повіті Марамуреш в Румунії. Адміністративно підпорядковане місту Бая-Спріє.
Село розташоване на відстані 404 км на північний захід від Бухареста, 5 км на схід від Бая-Маре, 97 км на північ від Клуж-Напоки.

## Населення
За даними перепису населення 2002 року у селі проживала 3491 особа.
Національний склад населення села:
| Національність | Кількість осіб | Відсоток |
| -------------- | -------------- | -------- |
| румуни         | 2777           | 79,5%    |
| угорці         | 375            | 10,7%    |
| цигани         | 305            | 8,7%     |
| німці          | 18             | 0,5%     |
| українці       | 13             | 0,4%     |

Рідною мовою назвали:
| Мова       | Кількість осіб | Відсоток |
| ---------- | -------------- | -------- |
| румунська  | 3043           | 87,2%    |
| угорська   | 334            | 9,6%     |
| циганська  | 97             | 2,8%     |
| українська | 11             | 0,3%     |